# Кубанычбекова, Каныкей Бообековна
Каныкей Бообековна Кубанычбекова (род. 30 сентября 1999, Бишкек) — киргизская спортсменка, выступающая в стрельбе из винтовки. Участница Олимпийских игр 2020 в Токио. Мастер спорта Кыргызстана по пулевой стрельбе. Старший тренер юношеской сборной Кыргызстана по пулевой стрельбе.

## Биография
Отец уроженец Таласа, а мать — Иссык-Кульской области. Каныкей являлась старшей в семье из шести детей. Окончила факультет журналистики Кыргызского национального университета. По совету отца начала заниматься пулевой стрельбой. Тренером Каныкей является Виктор Суровцев.
Становилась победителем и призёром чемпионатов и кубков в Кыргызстане и Узбекистане. В 2017 году завоевала бронзу на турнире Intershot, который прошёл в Амстердаме, Нидерланды.
Благодаря наибольшему количеству выполненных минимальных квалификационных стандартов (MQS) Кубанычбекова прошла квалификацию для участия в Олимпийских играх 2020 в Токио. На открытии олимпиады Кубанычбекова была знаменосцем и несла флаг Кыргызстана. По итогам соревнований среди женщин в стрельбе из пневматической винтовки с 10 метров киргизская спортсменка заняла 48 место и не прошла в финал.
Участница чемпионат мира по стрельбе 2023 года, который прошёл в Баку.

## Награды
- Благодарность президента Кыргызстана (2021)[9].